# Краснояр (Марий Эл)
Краснояр (мар. Йошкарэҥер) — деревня в Моркинском районе Республики Марий Эл. Входит в состав Коркатовского сельского поселения.

## География
Находится в юго-восточной части республики Марий Эл на расстоянии приблизительно 15 км по прямой на запад-юго-запад от районного центра посёлка Морки.

## История
Известна с 1867 года, когда в деревне проживало 94 человека в 24 дворах. В 1887 году в деревне проживали 218 человек. В 1915 году насчитывалось 55 дворов, в 1924 году проживало 294 человека, мари. В 2004 году находится 56 дворов. В советское время работали колхозы «Йошкарэнер», «Коминтерн», «Ленинград» и совхоз «Путь Ленина».

## Население
Население составляло 166 человек (мари 99 %) в 2002 году, 168 в 2010.

## Известные уроженцы
Краснов Василий Фёдорович (1899—1980) — марийский советский военный и хозяйственный деятель. Участник Гражданской войны в России и Великой Отечественной войны. Кавалер ордена Ленина (1967).